# Eurithia shanxiensis
Eurithia shanxiensis är en tvåvingeart som beskrevs av Liu, Chao och Li 1999. Eurithia shanxiensis ingår i släktet Eurithia och familjen parasitflugor.
Artens utbredningsområde är Shanxi (Kina). Inga underarter finns listade i Catalogue of Life.